# City of Evil
City of Evil je tretji album ameriške glasbene skupine Avenged Sevenfold. Izšel je leta 2005. Znan je predvsem po skladbah »Beast and the Harlot«, »Bat Country« ter baladi »Seize the Day« in predstavlja odmik od metalcore sloga prejšnjih albumov. Za singl »Bat Country« so Avenged Sevenfold prejeli nagrado Best New Artist na MTV Music Awards.

## Seznam skladb
1. »Beast and the Harlot« – 5:41
2. »Burn It Down« – 4:59
3. »Blinded in Chains« – 6:35
4. »Bat Country« – 5:13
5. »Trashed and Scattered« – 5:53
6. »Seize the Day« – 5:33
7. »Sidewinder« – 7:02
8. »The Wicked End« – 7:11
9. »Strength of the World« – 9:15
10. »Betrayed« – 6:48
11. »M.I.A.« – 8:46